# 平塚常次郎
平塚 常次郎（ひらつか つねじろう、1881年〈明治14年〉11月9日 - 1974年〈昭和49年〉4月4日）は日本の実業家、政治家。北洋漁業の先駆者として知られる。第6代運輸大臣。北海道選出の代議士として初めて入閣した。

## 生涯

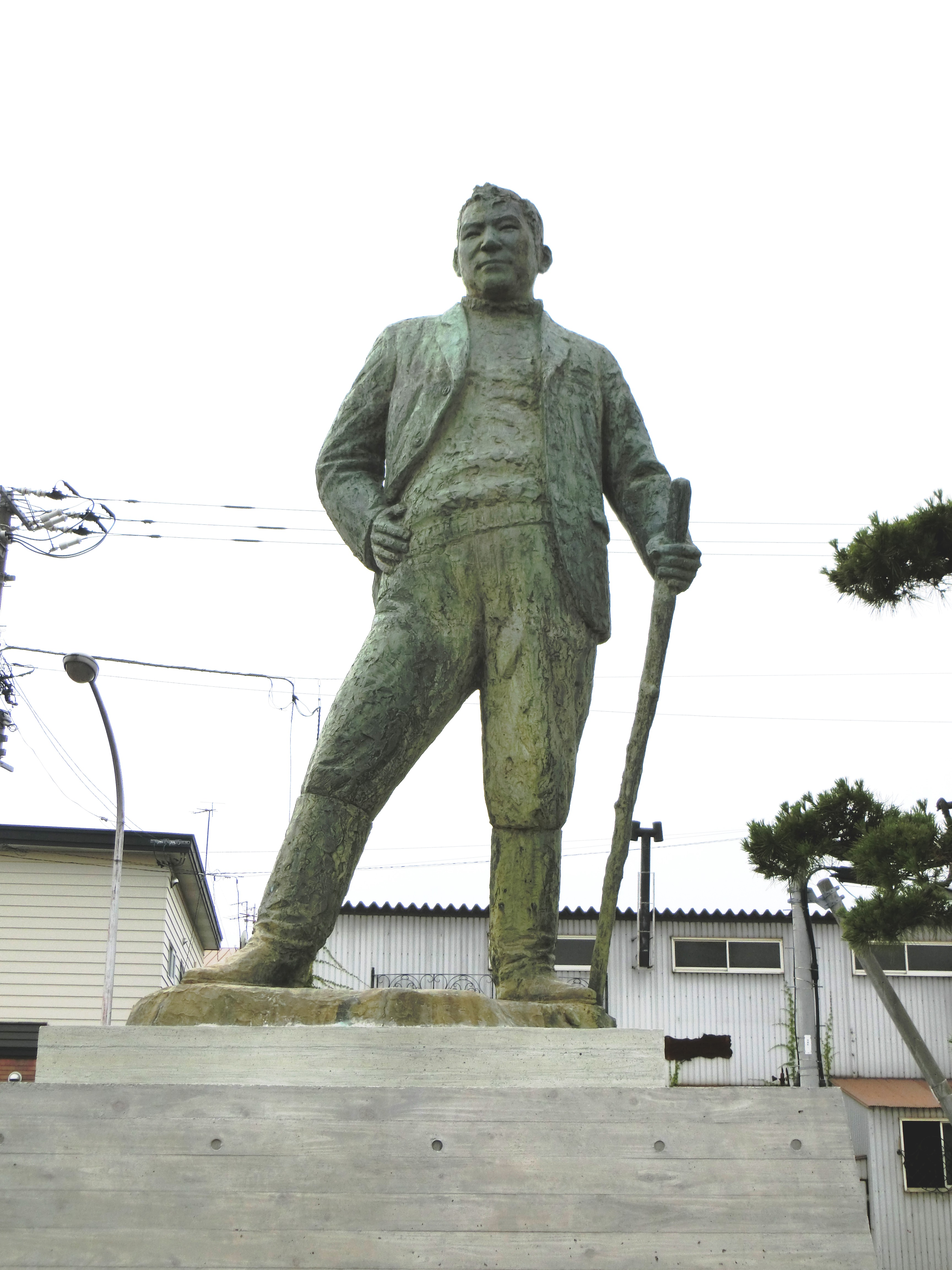
平塚常次郎像（北海道函館市、函館アリーナ敷地内）

北海道函館生まれ。安土桃山時代の武将平塚為広の末裔。中野二郎が設立した札幌露清語学校でロシア語を学んだ。北洋の漁場開発を志し、カムチャツカ半島に渡ってサケ・マスの漁場調査をおこなった。
1905年（明治38年）、ポーツマス条約によってロシア領沿岸での漁業権を獲得。堤清六とともに新潟市に堤商会を設立し、ロシア領海内で操業を開始。カムチャツカ半島沿岸に工場を建設し、サケ・マス缶詰の輸出にも成功した。
1921年（大正10年）に日魯漁業（現：マルハニチロ）の常務となり、同社および太平洋漁業、千島水産などで社長を歴任、北洋漁業の覇権を手中に収めた。第二次世界大戦の敗戦により、日魯漁業は海外資産（施設・漁場）の全てを失った。
1946年（昭和21年）、第22回衆議院議員総選挙で日本自由党から衆議院議員北海道第1区に出馬し初当選。河野一郎と行動を共にし、第1次吉田内閣で運輸大臣を務めたが、翌1947年（昭和22年）、GHQにより公職追放処分を受けた。
追放解除後、日魯漁業社長に再度就任。1955年の第27回衆議院議員総選挙に北海道3区から日本民主党公認で立候補し当選、政界にも復帰した。1958年（昭和33年）には大日本水産会会長を務め、日ソ協会副会長としてソビエト連邦と日ソ漁業交渉、日中漁業協会会長として中華人民共和国と日中漁業交渉に当たった。墓所は多磨霊園にあったがのち改葬されている。